# Каудерспорт (Пенсилванија)
Каудерспорт (енгл. Coudersport) град је у америчкој савезној држави Пенсилванија.

## Демографија
По попису из 2010. године број становника је 2.546, што је 104 (-3,9%) становника мање него 2000. године.
| Група             | 2000.         | 2010.         |
| Белци             | 2.559 (96,6%) | 2.448 (96,2%) |
| Афроамериканци    | 13 (0,5%)     | 13 (0,5%)     |
| Азијати           | 43 (1,6%)     | 10 (0,4%)     |
| Хиспаноамериканци | 13 (0,5%)     | 41 (1,6%)     |
| Укупно            | 2.650         | 2.546         |